# Guerra total

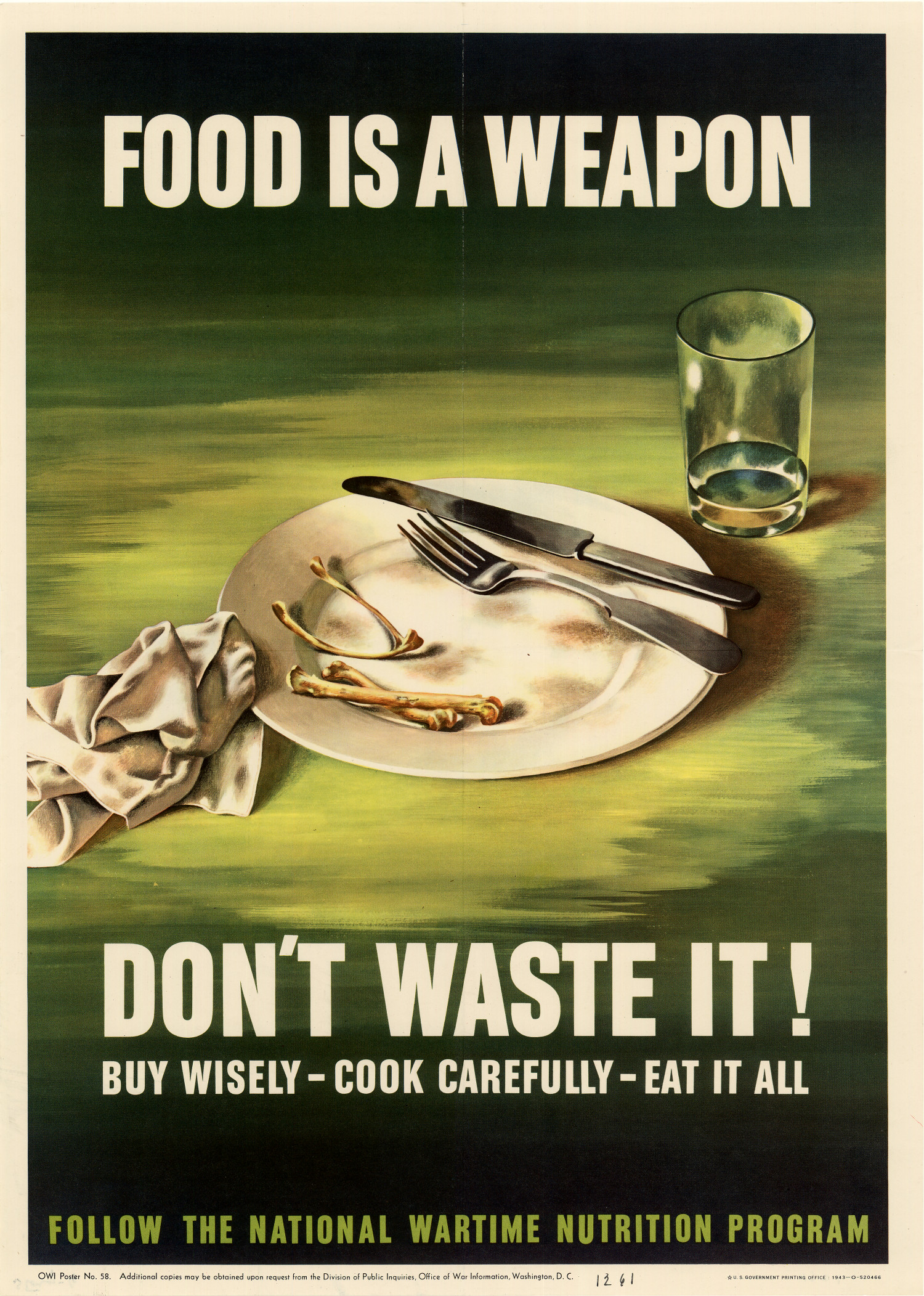
Un pòster dels Estats Units dissenyat durant la Segona Guerra Mundial. Traducció: «El menjar és una arma. No el malbaratem! Compreu amb prudència. Cuineu amb compte. menjeu-vos-ho tot ».

La guerra total és un terme del segle xx que descriu a una guerra que inclou tots els recursos i infraestructures associats als civils com a objectius militars legítims, mobilitza tots els recursos de la societat per combatre la guerra i dona prioritat a la guerra per sobre de les necessitats dels no combatents.
El terme s'ha definit com "Una guerra que no té restriccions pel que fa a les armes utilitzades, el territori o els combatents implicats, o els objectius perseguits, especialment aquella en la qual no es tenen en compte les lleis de la guerra".
A mitjans del segle XIX, els estudiosos van identificar la guerra total com una classe separada de guerra. En una guerra total, la diferenciació entre combatents i no combatents disminueix a causa de la capacitat dels bàndols oposats de considerar gairebé tots els humans, inclosos els no combatents, com a recursos que s'utilitzen en l'esforç de guerra.

## Característiques
La guerra total és un concepte que ha estat àmpliament estudiat pels estudiosos del conflicte i la guerra. Una de les contribucions més destacades a aquest camp de recerca és el treball de Stig Förster, que ha identificat quatre dimensions de la guerra total: propòsits totals, mètodes totals, mobilització total i control total. Tiziano Peccia s'ha basat en el treball de Förster afegint una cinquena dimensió de "canvi total". Peccia argumenta que la guerra total no només té un impacte profund en el resultat del conflicte, sinó que també produeix canvis significatius en els àmbits polític, cultural, econòmic i social més enllà del final del conflicte. Com diu Peccia, "la guerra total és un terratrèmol que té el món com a epicentre".
Les quatre dimensions de la guerra total identificades per Förster són:
1) Finalitats totals: L'objectiu del creixement continu del poder de les parts implicades i de les visions hegemòniques.
2) Mètodes totals: Metodologies similars i comunes entre països que pretenen augmentar les seves esferes d'influència.
3) Mobilització total: Inclusió en el conflicte de parts no implicades tradicionalment, com ara dones i nens o persones que no formen part dels cossos armats.
4) Control total: centralització multisectorial dels poders i orquestració de les activitats dels països en un cercle reduït de dictadors o oligarques, amb control transversal sobre educació i cultura, mitjans de comunicació/propaganda, activitats econòmiques i polítiques.
L'aportació de Peccia de "canvi total" s'afegeix a aquest marc posant l'accent en els efectes a llarg termini de la guerra total sobre la societat.
5) Canvi total: inclou els canvis en les actituds socials, les normes culturals i les estructures polítiques, així com els desenvolupaments econòmics i tecnològics.
Segons Peccia, la guerra total no només transforma el panorama militar i polític, sinó que també té implicacions de llarg abast i de llarga durada per a la societat en general.
Les accions que poden caracteritzar el concepte de guerra total posterior al segle XIX inclouen:
- Bombardejos estratègics, com durant la Segona Guerra Mundial, la Guerra de Corea i la Guerra del Vietnam (Operacions Barrel Roll, Rolling Thunder i Linebacker II)

- Bloqueig i setge de nuclis de població, com amb el bloqueig aliat d'Alemanya i el setge de Leningrad durant la Primera i Segona Guerra Mundial.

- Política de terra cremada, com amb la Marxa cap al mar durant la Guerra Civil Americana i la "Política dels tres tots" japonesa durant la Segona Guerra sino-japonesa.
- Incursions comercials, guerra de tonatge i guerra submarina sense restriccions, com amb els corsaris, les campanyes de submarins alemanys de la Primera i Segona Guerra Mundial i la campanya de submarins dels Estats Units contra el Japó durant la Segona Guerra Mundial.
- Càstigs col·lectius, operacions de pacificació i represàlies contra poblacions considerades hostils, com amb l'execució i la deportació de presumptes comuners després de la caiguda de la Comuna de París de 1871 o la política de represàlies alemanya dirigida a moviments de resistència, insurgents i Untermenschen com a França (per exemple, Massacre de Maillé) i Polònia durant la Segona Guerra Mundial.
- Guerra industrial, com amb tots els bel·ligerants als seus respectius fronts domèstics durant la Primera Guerra Mundial i la Segona Guerra Mundial.
- L'ús de civils i presoners de guerra com a treball forçat per a operacions militars, com amb l'ús massiu de treballadors forçats d'altres nacions per part del Japó, la URSS i Alemanya durant la Segona Guerra Mundial (Esclavitud al Japó i treball forçat sota el domini alemany durant la Segona Guerra Mundial)[6]
- No donar quarter (és a dir, no fer presoners), com amb l'Ordre del Comando de Hitler durant la Segona Guerra Mundial.

## Antecedents
La frase "guerra total" es remunta a la publicació de 1935 de les memòries de la Primera Guerra Mundial del general alemany Erich Ludendorff, Der totale Krieg ("La guerra total"). Alguns autors estenen el concepte fins a l'obra clàssica de Carl von Clausewitz, On War, com "absoluter Krieg" (guerra absoluta), encara que ell no va utilitzar el terme; altres interpreten Clausewitz de manera diferent. La guerra total també descriu la "guerre à outrance" francesa durant la guerra francoprussiana.
En la seva carta del 24 de desembre de 1864 al seu cap d'estat major durant la Guerra Civil Americana, el general de la Unió William Tecumseh Sherman va escriure que la Unió "no només lluitava contra exèrcits hostils, sinó contra un poble hostil, i havia de fer grans i joves, rics i pobres". sentir la mà dura de la guerra, així com els seus exèrcits organitzats", defensant la Marxa al mar de Sherman, l'operació que va infligir una destrucció generalitzada de la infraestructura a Geòrgia.
El general de la Força Aèria dels Estats Units Curtis LeMay va actualitzar el concepte de l'era nuclear. El 1949, va proposar per primera vegada que una guerra total en l'era nuclear consistiria a lliurar tot l'arsenal nuclear d'un sol cop aclaparador, arribant a "matar una nació".

## Història

### Edat mitjana
Escrit per acadèmics de la Universitat de Michigan oriental, el llibre de text Cengage Advantage Books: World History afirma que si bé la guerra total "s'associa tradicionalment amb les dues guerres globals del segle XX... sembla que els casos de guerra total són anteriors al segle xx." Escriuen:
| «                                         | Com a nació agressora, els antics mongols, ni més ni menys que els moderns nazis, van practicar una guerra total contra un enemic organitzant tots els recursos disponibles, inclòs el personal militar, no combatent treballadors, intel·ligència, transport, diners i provisions. | » |
| — Cengage Advantage Books: World History, | |   |

### Segles XVIII i XIX

###### Europa
En el seu llibre, The First Total War: Napoleon's Europe and the Birth of Warfare as We Know it, David A Bell, professor d'història francesa a la Universitat de Princeton argumenta que les guerres de la Revolució Francesa van introduir a l'Europa continental alguns dels primers conceptes de guerra total, com la conscripció massiva. Afirma que la nova república es va trobar amenaçada per una poderosa coalició de nacions europees i va utilitzar els recursos de tota la nació en un esforç de guerra sense precedents que incloïa levée en masse (reclutament massiu). El 23 d'agost de 1793, les forces franceses de primera línia van créixer a uns 800.000 amb un total d'1,5 milions en tots els serveis, la primera vegada que un exèrcit de més d'un milió s'havia mobilitzat a la història occidental:
| « | Des d'aquest moment fins que els seus enemics hagin estat expulsats del sòl de la República, tots els francesos estan en permanent requisa per als serveis dels exèrcits. Els joves lluitaran; els casats forjaran armes i provisions de transport; les dones faran tendes i roba i serviran als hospitals; els nens convertiran peluixos vells en lli; els vells aniran a les places públiques per despertar el coratge dels guerrers i predicar l'odi als reis i la unitat de la República. | » |

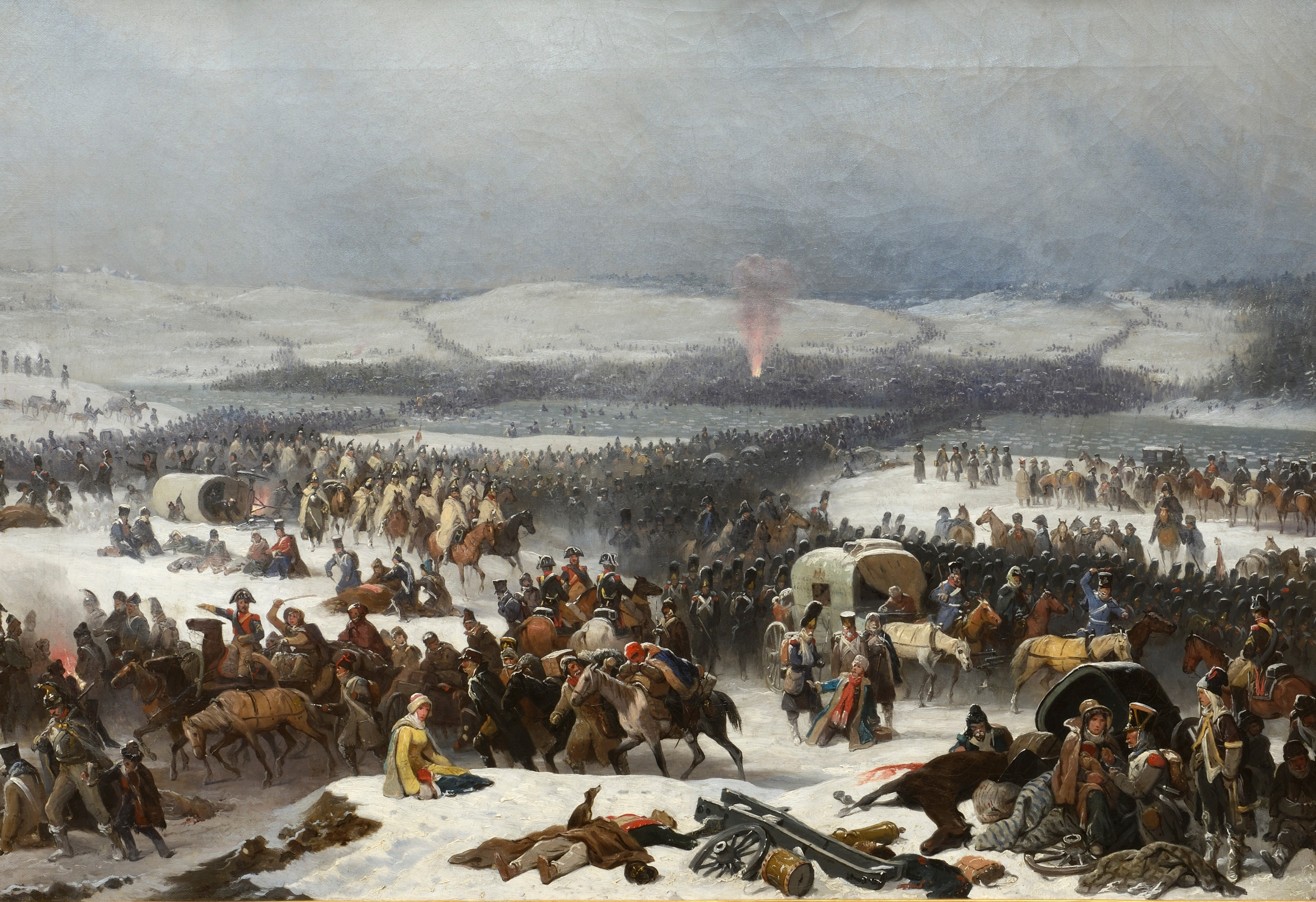
La Grande Armée creuant la Berezina.

Durant la invasió francesa de Rússia de 1812, els russos es van retirar mentre destruïen la infraestructura i l'agricultura per tal d'obstaculitzar eficaçment els francesos i desposseir-los dels subministraments adequats. A la campanya de 1813, les forces aliades només al teatre alemany van ascendir a prop d'un milió, mentre que dos anys més tard, en els Cent Dies, un decret francès demanava la mobilització total d'uns 2,5 milions d'homes (tot i que com a màxim una cinquena part era gestionada per l'època de la derrota francesa a la batalla de Waterloo). Durant la prolongada Guerra del Francès de 1808 a 1814, uns 300.000 soldats francesos van ser mantinguts permanentment ocupats per, a més de diversos centenars de milers d'espanyols, portuguesos i britànics habituals, una insurrecció guerrillera enorme i sostinguda; en última instància, les morts franceses ascendirien a 300.000 a la Guerra de la Independència.
La guerra francoprussiana es va lliurar infligint la recentment signada Convenció de Ginebra de 1864, quan "l'opinió europea esperava cada cop més que els civils i els soldats fossin tractats amb humanitat en la guerra".

###### Amèrica del nord
L'expedició Sullivan de 1779 va ser un exemple de guerra total. Mentre les forces natives americanes i lleialistes van massacrar grangers nord-americans, van matar bestiar i van cremar edificis a zones frontereres remotes, el general George Washington va enviar al general John Sullivan amb 4.000 soldats per buscar "la destrucció total i la devastació dels seus assentaments" al nord de l'estat de Nova York. Només hi va haver una petita batalla, ja que l'expedició va devastar "14 pobles i les collites de blat de moro més florents". Els nadius americans van escapar al Canadà on els britànics els van alimentar; van romandre allí després de la guerra.

###### Guerra Civil Americana
La Marxa de Sherman al mar a la Guerra Civil americana, des del 15 de novembre de 1864 fins al 21 de desembre de 1864, de vegades es considera un exemple de guerra total, per a la qual Sherman va utilitzar el terme guerra dura. Alguns historiadors desafien aquesta designació, ja que la campanya de Sherman va atacar principalment objectius militars i Sherman va ordenar als seus homes que estalviessin les cases dels civils.

### segle XX

###### Primera Guerra Mundial: Guerra aèria

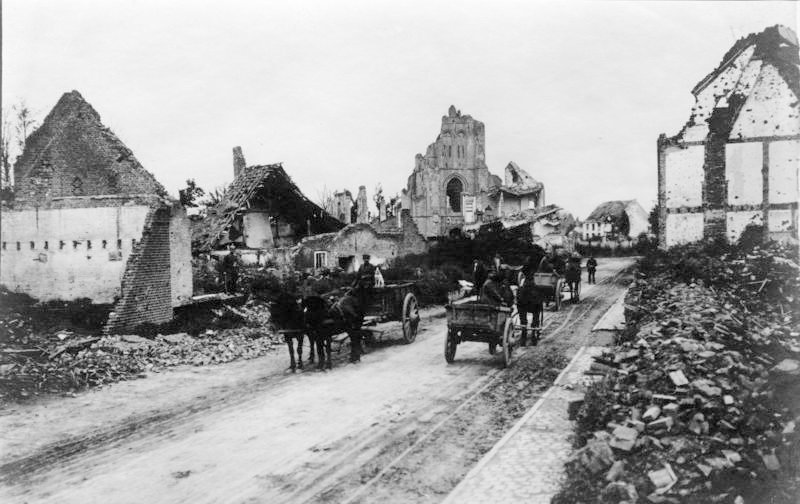
Danys i destrucció d'edificis civils a Bèlgica, 1914

El bombardeig de civils des de l'aire es va adoptar com a estratègia per primera vegada a la Primera Guerra Mundial, i un dels principals defensors d'aquesta estratègia va ser Peter Strasser "Líder d'aeronaus" (Führer der Luftschiffe; F.d.L.). Strasser, que va ser el comandant en cap dels Zeppelins de la Marina Imperial alemanya durant la Primera Guerra Mundial, la principal força que operava els bombardejos estratègics alemanys a Europa i el Regne Unit, va veure el bombardeig de civils i d'objectius militars com un element essencial de la guerra total. Va argumentar que causar víctimes civils i danyar la infraestructura domèstica va servir tant de propaganda com de mitjà per desviar recursos de la primera línia.
| «                 | Nosaltres, que colpejam l'enemic allà on li batega el cor, hem estat calumniats com a "assassins de nadons"... Avui dia, no hi ha cap animal com un no combatent. La guerra moderna és guerra total. | » |
| — Peter Strasser, | |   |

###### Propaganda
Una de les característiques de la guerra total a Gran Bretanya va ser l'ús de cartells de propaganda del govern per desviar tota l'atenció cap a la guerra al front interior. Els cartells s'utilitzaven per influir en l'opinió pública sobre què menjar i quines ocupacions s'havia de fer, i per canviar l'actitud de suport a l'esforç bèl·lic. Fins i tot les sales de música es van utilitzar com a propaganda, amb cançons de propaganda destinades al reclutament.
Després del fracàs de la batalla de Neuve Chapelle, la gran ofensiva britànica el març de 1915, el comandant en cap britànic mariscal de camp John French va culpar de la manca de progrés als obusos d'artilleria insuficients i de mala qualitat. Això va provocar la crisi Shell de 1915 que va fer caure tant el govern liberal com la Premiership de H. H. Asquith. Va formar un nou govern de coalició dominat pels liberals i va nomenar David Lloyd George com a ministre de Municions. Va ser un reconeixement que tota l'economia s'hauria d'orientar a la guerra si els aliats s'imposaven al front occidental.
Carl Schmitt, partidari de l'Alemanya nazi, va escriure que la guerra total significava "política total": polítiques domèstiques autoritàries que imposaven el control directe de la premsa i l'economia. Segons Schmitt, l'estat total, que dirigeix plenament la mobilització de tots els recursos socials i econòmics cap a la guerra, és antecedent a la guerra total. Els estudiosos consideren que les llavors d'aquest concepte d'estat total ja existien a l'estat alemany de la Primera Guerra Mundial, que va exercir el control total de la premsa i altres aspectes de la vida econòmica i social, tal com es manifesta en la declaració de la ideologia estatal coneguda com les "Idees de 1914".

###### Racionament
Quan els joves van abandonar les granges cap al front, la producció nacional d'aliments a Gran Bretanya i Alemanya va caure. A Gran Bretanya, la resposta va ser importar més aliments, cosa que es va fer malgrat la introducció alemanya de la guerra submarina a ultrança, i introduir el racionament. El bloqueig dels ports alemanys per part de la Royal Navy va impedir que Alemanya importés aliments i va accelerar la capitulació alemanya creant una crisi alimentària a Alemanya.
Gairebé tot Europa i alguns dels imperis colonials europeus van mobilitzar soldats. El racionament es va produir als fronts domèstics. Bulgària va arribar a mobilitzar una quarta part de la seva població, o 800.000 persones, una part més gran de la seva població que qualsevol altre país durant la guerra.

###### Segona Guerra Mundial
La Segona Guerra Mundial va ser la guerra total per excel·lència de la modernitat. El nivell de mobilització nacional de recursos a tots els costats del conflicte, l'espai de batalla que s'està disputant, l'escala dels exèrcits, les marines i les forces aèries creats mitjançant el reclutament militar, l'objectiu actiu dels no combatents (i la propietat dels no combatents), la el menyspreu general pels danys col·laterals, i els objectius sense restriccions dels bel·ligerants van marcar una guerra total a una escala multicontinental sense precedents i insuperable.

###### Japó imperial

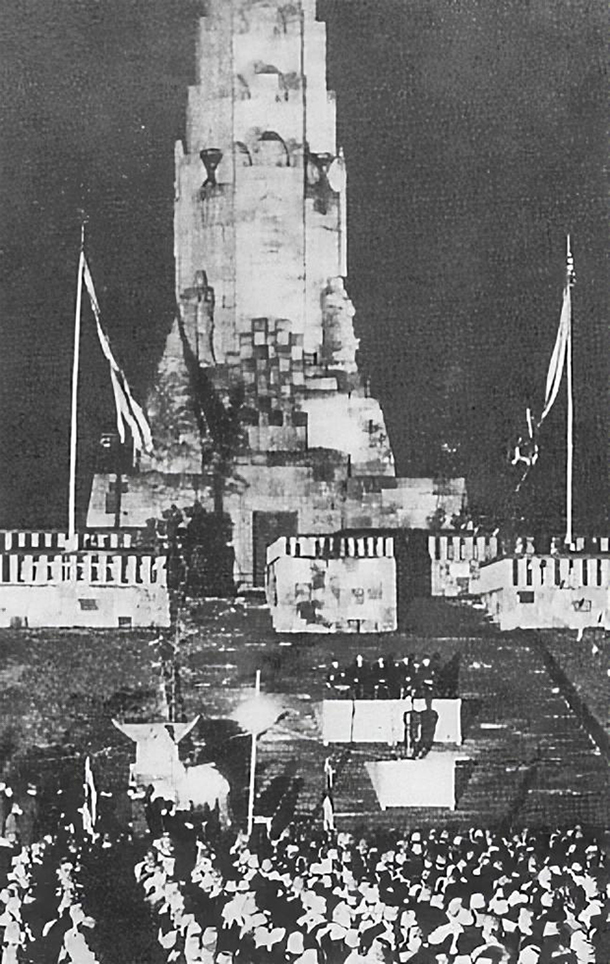
Cerimònia de fundació del Monument Hakkō ichiu, que promou la unificació dels "8 racons del món sota un mateix sostre"

Durant la primera part de l'era Shōwa, el govern del Japó imperial va llançar una sèrie de polítiques per promoure un esforç de guerra total contra la Xina i les potències occidentals i augmentar la producció industrial. Entre aquests hi havia el Moviment Nacional de Mobilització Espiritual i l'Associació d'Assistència a la Regla Imperial.
La Llei General de Mobilització de l'Estat tenia cinquanta clàusules, que preveien controls governamentals sobre les organitzacions civils (inclosos els sindicats), la nacionalització d'indústries estratègiques, controls de preus i racionament, i nacionalitzaven els mitjans de comunicació. Les lleis van donar al govern l'autoritat d'utilitzar pressupostos il·limitats per subvencionar la producció de guerra i per compensar els fabricants per les pèrdues causades per la mobilització en temps de guerra. Divuit dels cinquanta articles descriuen les sancions per als infractors.
Per millorar la seva producció, el Japó imperial va utilitzar milions de treballadors esclaus i va pressionar més de 18 milions de persones a l'Àsia oriental a treballar-hi.

###### Regne Unit
Abans de l'inici de la Segona Guerra Mundial, Gran Bretanya va aprofitar la seva experiència de la Primera Guerra Mundial per preparar una legislació que permetés la mobilització immediata de l'economia per a la guerra, en cas que esclatessin hostilitats futures. Es va introduir el racionament de la majoria de béns i serveis, no només per als consumidors sinó també per als fabricants. Això va fer que les fàbriques que fabricaven productes irrellevants per a l'esforç bèl·lic tenien imposades tasques més adequades. Tota la llum artificial estava subjecta a apagues legals.
| «                                                                                       | ..Hi ha una altra diferència més evident respecte al 1914. Totes les nacions en guerra estan compromeses, no només soldats, sinó tota la població, homes, dones i nens. Els fronts es veuen per tot arreu. Les trinxeres es caven als pobles i als carrers. Cada poble està fortificat. Totes les vies estan barrades. La primera línia passa per les fàbriques. Els obrers són soldats amb armes diferents però amb el mateix coratge". | » |
| — Winston Churchill,a la ràdio, 18 de juny; i Cambra dels Comuns el 20 d'agost de 1940, | |   |

No només els homes van ser reclutats a les forces armades des del començament de la guerra (cosa que no havia passat fins a mitjans de la Primera Guerra Mundial), sinó que les dones també van ser reclutes com a Land Army per ajudar els agricultors i els Bevin Boys van ser reclutats per treballar a les mines de carbó.
S'esperaven víctimes enormes en els bombardeigs, de manera que els nens van ser evacuats de Londres i d'altres ciutats en massa al camp per a l'allotjament obligatori a les llars. A llarg termini, aquesta va ser una de les conseqüències socials més profundes i més duradores de tota la guerra per a Gran Bretanya. Això és perquè barrejava nens amb adults d'altres classes. Les classes mitjanes i altes no només es van familiaritzar amb la misèria urbana que pateixen els nens de la classe treballadora dels barris marginals, sinó que els nens van tenir l'oportunitat de veure animals i el camp, sovint per primera vegada, i viure la vida rural.
L'ús de l'anàlisi estadística, per part d'una branca de la ciència que s'ha conegut com a Recerca Operativa per influir en les tàctiques militars, va ser una desviació de tot allò que s'havia intentat anteriorment. Va ser una eina molt poderosa, però va deshumanitzar encara més la guerra, sobretot quan va suggerir estratègies que eren contraintuïtives. Els exemples, on l'anàlisi estadística influïa directament en les tàctiques inclouen el treball realitzat per l'equip de Patrick Blackett sobre la mida i la velocitat òptimes dels combois i la introducció de corrents de bombarders, per part de la Royal Air Force per contrarestar les defenses dels caces nocturns de la línia Kammhuber.

###### Alemanya

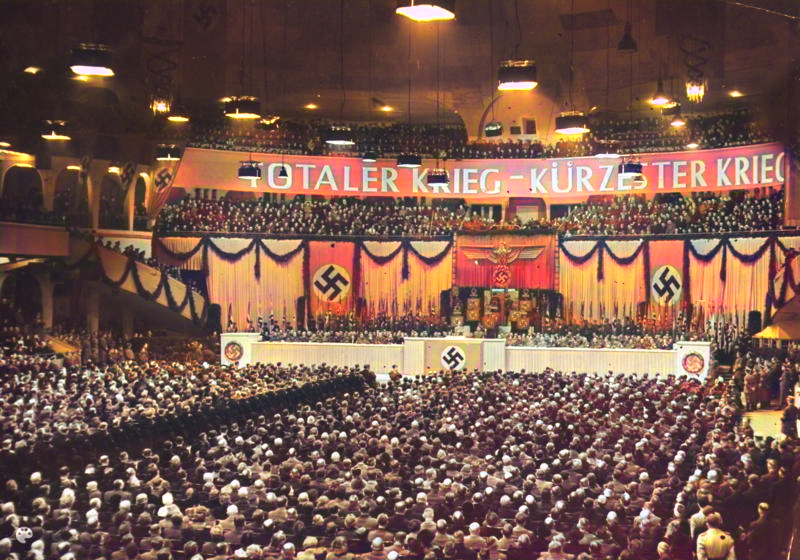
Manifestació nazi el 18 de febrer de 1943 al Berlin Sportpalast; el cartell diu "Totaler Krieg – Kürzester Krieg" ("Guerra total - Guerra més curta").

El 1935 el general Erich Ludendorff en el llibre Der Totale Krieg va donar vida al terme "Guerra total" en el lèxic alemany. No obstant això, sent seguidors del mite de la punyalada per l'esquena, el lideratge militar i nazi creia que Alemanya no havia perdut la Primera Guerra Mundial al camp de batalla sinó únicament al front interior.
Per tant, Alemanya va iniciar la guerra sota el concepte que més tard es va anomenar blitzkrieg. Oficialment, no va acceptar que estigués en una guerra total fins al discurs de Sportpalast de Joseph Goebbels del 18 de febrer de 1943, en què es va dir a la multitud "Totaler Krieg – Kürzester Krieg" ("Guerra total - Guerra més curta".)
Goebbels i Hitler havien parlat el març de 1942 sobre la idea de Goebbels de posar tot el front interior en peu de guerra. Hitler semblava acceptar el concepte, però no va prendre cap acció. Goebbels va comptar amb el suport del ministre d'Armaments Albert Speer, el ministre d'Economia Walther Funk i Robert Ley, cap del Front Alemany del Treball, i van pressionar a Hitler l'octubre de 1942 perquè actués, però Hitler, tot i que estava d'acord exteriorment, va continuar dubtant. Finalment, després de les vacances de 1942, Hitler va enviar el seu poderós secretari personal, Martin Bormann, per discutir la qüestió amb Goebbels i Hans Lammers, el cap de la Cancelleria del Reich. Com a resultat, Bormann va dir a Goebbels que tires endavant i redactés un esborrany del decret necessari, que se signaria el gener de 1943. Hitler va signar el decret el 13 de gener, gairebé un any després que Goebbels discutís per primera vegada el concepte amb ell. El decret va establir un comitè de direcció format per Bormann, Lammers i el general Wilhelm Keitel per supervisar l'esforç, amb Goebbels i Speer com a assessors; Goebbels havia esperat que fos un dels triumvirats. Hitler es va mantenir al marge del projecte, i van ser Goebbels i Hermann Göring els que van pronunciar el discurs radiofònic de "guerra total" des del Sportspalast el mes següent, en el 10è aniversari de la "presa del poder" dels nazis.
| « | Et pregunto: vols una guerra total? Si cal, vols una guerra més total i radical que qualsevol cosa que puguem imaginar avui? | » |
| — El ministre de propaganda nazi, Joseph Goebbels, 18 de febrer de 1943, en el seu discurs de Sportpalast | |   |

El compromís amb la doctrina de la guerra curta era un handicap continuat per als alemanys; ni els plans ni l'estat d'ànim es van ajustar a la idea d'una llarga guerra fins al fracàs de l'Operació Barba-roja. Una derrota estratègica important a la batalla de Moscou va obligar a Speer com a ministre d'armament a nacionalitzar la producció de guerra alemanya i eliminar les pitjors ineficiències.

###### Canadà
Al Canadà, l'ús primerenc del terme es refereix a si el país s'havia compromès o no prou a mobilitzar els seus recursos, en lloc de si apuntar o no als civils dels països enemics. Durant els primers dies de la Segona Guerra Mundial, si el Canadà estava o no compromès amb un "esforç de guerra total" va ser un punt de debat polític partidista entre els liberals governants i els conservadors de l'oposició. Els conservadors van triar com a líder nacional Arthur Meighen, que havia estat el ministre del gabinet responsable d'implementar el reclutament durant la Primera Guerra Mundial, i van defensar el reclutament de nou. El primer ministre W.L. Mackenzie King va argumentar que encara es podria dir que el Canadà té un "esforç de guerra total" sense el reclutament militar, i va pronunciar discursos d'emissió nacional en aquest sentit l'any 1942. Meighen no va aconseguir el seu escó a les eleccions parcials el 1942, i la qüestió es va apaivagar durant un espai curt detemps . Però finalment, el reclutament nacional es va introduir al Canadà el 1944, així com un augment dramàtic dels impostos, un altre símbol de l'"esforç de guerra total".

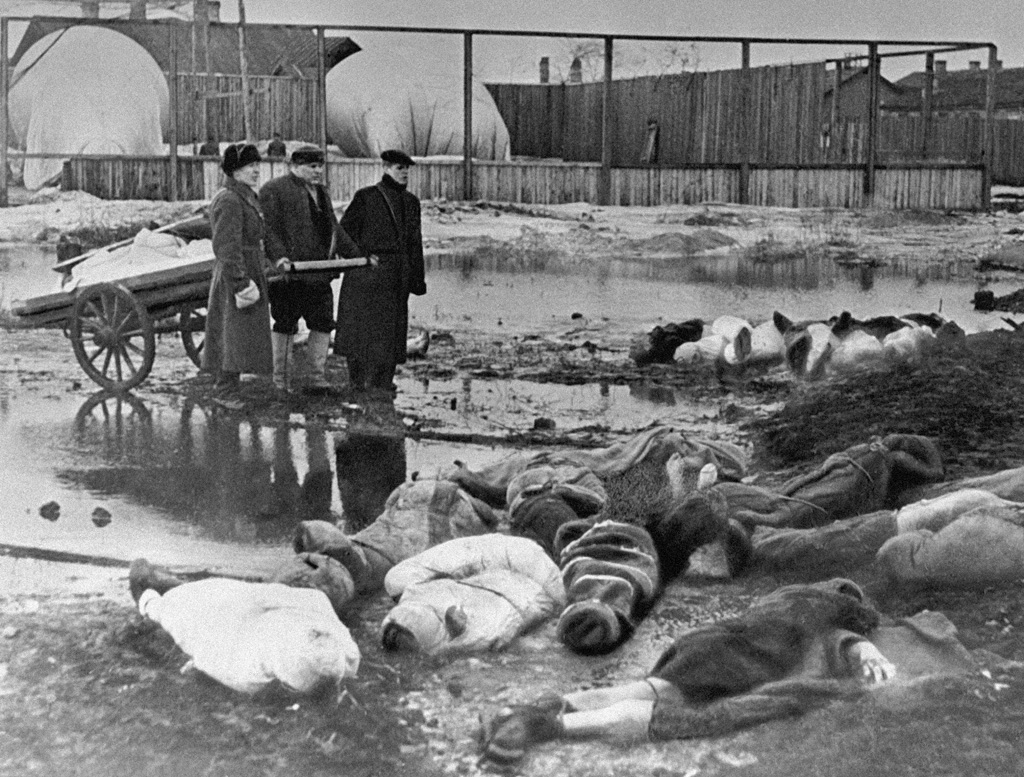
Tres homes enterrant víctimes del setge de Leningrad, en el qual van morir al voltant d'1 milió de civils

###### Unió Soviètica
El front oriental del Teatre Europeu de la Segona Guerra Mundial va abastar el conflicte a l'Europa central i oriental des del 22 de juny de 1941 fins al 9 de maig de 1945. Va ser el teatre de guerra més gran de la història pel que fa al nombre de soldats, equipament i baixes i va ser coneguda per la seva ferocitat, destrucció i immensa pèrdua de vides sense precedents. Els combats van implicar milions de tropes alemanyes, hongareses, romaneses i soviètiques al llarg d'un ampli front de centenars de quilòmetres de llarg. Va ser, amb diferència, el teatre individual més mortífer de la Segona Guerra Mundial. Els estudiosos creuen ara que com a màxim 27 milions de ciutadans soviètics van morir durant la guerra, inclosos almenys 8,7 milions de soldats que van caure en la batalla contra els exèrcits de Hitler o van morir als camps de presoners de guerra. Milions de civils van morir de fam, exposició, atrocitats i massacres. L'Eix va perdre més de 5 milions de soldats a l'est, així com molts milers de civils.

#### Estats Units
Els Estats Units van experimentar una mobilització de recursos nacionals sense precedents per a la Segona Guerra Mundial, creant un complex militar-industrial que encara existeix. Encara que els Estats Units no corrien perill d'un atac existencial, el sentit nacional després de Pearl Harbor va ser utilitzar tots els recursos de la nació per derrotar Alemanya i Japó. La majoria de les activitats no essencials estaven racionades, prohibides o restringides, i la majoria dels joves solters eren reclutats. Hi havia poca urgència abans de 1940, quan el col·lapse de França va posar fi a la Guerra de Broma i va revelar necessitats urgents. No obstant això, el president Franklin Roosevelt va començar a consolidar l'opinió pública abans d'actuar. El 1940 es va instituir el primer esborrany en temps de pau, juntament amb els programes de préstec-arrendament per ajudar els britànics, i també es va passar l'ajuda encoberta als xinesos. Tanmateix, l'opinió pública nord-americana encara s'oposava a la implicació en els problemes d'Europa i Àsia. El 1941, la Unió Soviètica es va convertir en l'última nació a ser envaïda, i els EUA també van donar la seva ajuda. Els vaixells nord-americans van començar a defensar els combois d'ajuda a les nacions aliades contra els atacs submarins, i es va instituir un embargament comercial total contra l'Imperi del Japó per negar als seus militars les matèries primeres que les seves fàbriques i forces militars necessitaven per continuar les seves accions ofensives a la Xina.
A finals de 1941, el govern dominat per l'exèrcit japonès va decidir apoderar-se per la força militar dels recursos estratègics del sud-est asiàtic i d'Indonèsia, ja que les potències occidentals no donarien al Japó aquests béns per comerç. La planificació d'aquesta acció va incloure atacs per sorpresa a les forces nord-americanes i britàniques a Hong Kong, Filipines, Malàisia i la base naval i vaixells de guerra dels EUA a Pearl Harbor. En resposta a aquests atacs, el Regne Unit i els Estats Units van declarar la guerra l'endemà. L'Alemanya nazi va declarar la guerra als EUA uns dies després, juntament amb la Itàlia feixista; els Estats Units es van trobar plenament implicats en una segona guerra mundial.
Quan els Estats Units van començar a preparar-se per a una guerra important, es van posar en marxa esforços d'informació i propaganda. Es va animar als civils (inclosos els nens) a participar en les activitats de recollida de greixos, greixos i ferralla. Moltes fàbriques que fabricaven béns no essencials es van reequipar per a la producció de guerra. Durant la guerra es van assolir nivells de productivitat industrial inèdits; Els vaixells de combois de milers de tones es van construir habitualment en un mes i mig i els tancs van sortir de les antigues fàbriques d'automòbils. Pocs anys després de l'entrada dels Estats Units a la Segona Guerra Mundial, gairebé tots els homes sense fills aptes per al servei, entre 18 i 30 anys, van ser reclutats a l'exèrcit "durant" el conflicte, i un nombre sense precedents de dones va ocupar feina. que anteriorment tenien ells. Es van introduir sistemes estrictes de racionament dels productes bàsics de consum per redirigir la capacitat productiva a les necessitats de guerra.
Seccions de la nació abans intactes es van mobilitzar per l'esforç de guerra. Els acadèmics es van convertir en tecnòcrates; les mestresses de casa es van convertir en fabricants de bombes (un gran nombre de dones treballaven a la indústria durant la guerra); els líders sindicals i els empresaris es van convertir en comandants dels exèrcits de producció massius. Les grans comunitats científiques dels Estats Units es van mobilitzar com mai abans, i matemàtics, metges, enginyers i químics van dirigir la seva ment cap als problemes que tenien per davant.
Al final de la guerra, s'havien fet multitud d'avenços en medicina, física, enginyeria i altres ciències. Això va incloure els esforços dels físics teòrics que treballaven al Laboratori Nacional de Los Alamos en el Projecte Manhattan, que va conduir a la prova nuclear Trinity i així va provocar l'Era Atòmica.
Durant la guerra, els Estats Units van perdre 407.316 militars, però havien aconseguit evitar l'extens nivell de danys a la infraestructura civil i industrial que van patir altres participants. Els Estats Units van sorgir com una de les dues superpotències després de la guerra.

## Desenvolupament del concepte de guerra total
El concepte de guerra total se sol atribuir a Carl von Clausewitz, però en realitat Clausewitz estava interessat en el concepte filosòfic relacionat de guerra absoluta, una guerra lliure de qualsevol restricció política, cosa que Clausewitz considerava impossible. Els dos termes, guerra absoluta i guerra total, solen confondre's. Christopher Bassford, professor d'estratègia al National War College, descriu la diferència així: «També és important tenir en compte que el concepte de Clausewitz de guerra absoluta és bastant diferent del posterior concepte de" guerra total ". La guerra total va ser una prescripció de la manera de fer guerra tipificada per les idees del general Erich Ludendorff, que va prendre el control de l'esforç bèl·lic alemany durant la Primera Guerra Mundial. En aquest sentit, la guerra total suposava la completa subordinació de la política a la guerra una idea que Clausewitz rebutjava rotundament i l'assumpció que la victòria total o la derrota total eren les úniques opcions. La guerra total no implicava la suspensió dels efectes del temps i l'espai, com ho feia el concepte de guerra absoluta de Clausewitz ».